# 元町 (刈谷市)
元町（もとまち）は、愛知県刈谷市の町名。現行行政地名は元町1丁目から元町6丁目。

## 地理
刈谷市の西部に位置し、1906年（明治39年）まで存在した碧海郡元刈谷村の中心部に相当する。南は天王町と、東は御幸町と、北は元刈谷川を境として司町と接している。元町の北端には、碧海台地の北西端である元刈谷川に沿って、真宗大谷派の専光寺、日蓮宗の長遠寺、曹洞宗の海会寺、真宗大谷派の西勝寺、浄土宗の実相寺の5寺院が並んでおり、寺町の様相を呈している。

## 歴史
1960年（昭和35年）に刈谷市大字元刈谷の一部が刈谷市元町となった。碧海郡元刈谷村の中心部にあったことから元町と命名された。
1989年（平成元年）時点の世帯数は227、人口は910だった。同年時点では兼業農家が大半を占めていた。

## 世帯数と人口
2019年（令和元年）6月1日現在の世帯数と人口は以下の通りである。
| 丁目      | 世帯数  | 人口  |
| --------- | ------- | ----- |
| 元町1丁目 | 43世帯  | 90人  |
| 元町2丁目 | 25世帯  | 71人  |
| 元町3丁目 | 45世帯  | 131人 |
| 元町4丁目 | 61世帯  | 160人 |
| 元町5丁目 | 63世帯  | 168人 |
| 元町6丁目 | 56世帯  | 146人 |
| 計        | 293世帯 | 766人 |

### 人口の変遷
国勢調査による人口の推移
| 1995年（平成7年）  | 841人 | [ 7 ]  |  |
| 2000年（平成12年） | 868人 | [ 8 ]  |  |
| 2005年（平成17年） | 820人 | [ 9 ]  |  |
| 2010年（平成22年） | 735人 | [ 10 ] |  |
| 2015年（平成27年） | 722人 | [ 11 ] |  |

## 小・中学校の学区
市立小・中学校に通う場合、学区は以下の通りとなる。
| 丁目      | 番・番地等 | 小学校             | 中学校               |
| --------- | ---------- | ------------------ | -------------------- |
| 元町1丁目 | 全域       | 刈谷市立衣浦小学校 | 刈谷市立刈谷南中学校 |
| 元町2丁目 | 全域       | 刈谷市立衣浦小学校 | 刈谷市立刈谷南中学校 |
| 元町3丁目 | 全域       | 刈谷市立衣浦小学校 | 刈谷市立刈谷南中学校 |
| 元町4丁目 | 全域       | 刈谷市立衣浦小学校 | 刈谷市立刈谷南中学校 |
| 元町5丁目 | 全域       | 刈谷市立衣浦小学校 | 刈谷市立刈谷南中学校 |
| 元町6丁目 | 全域       | 刈谷市立衣浦小学校 | 刈谷市立刈谷南中学校 |

## 施設

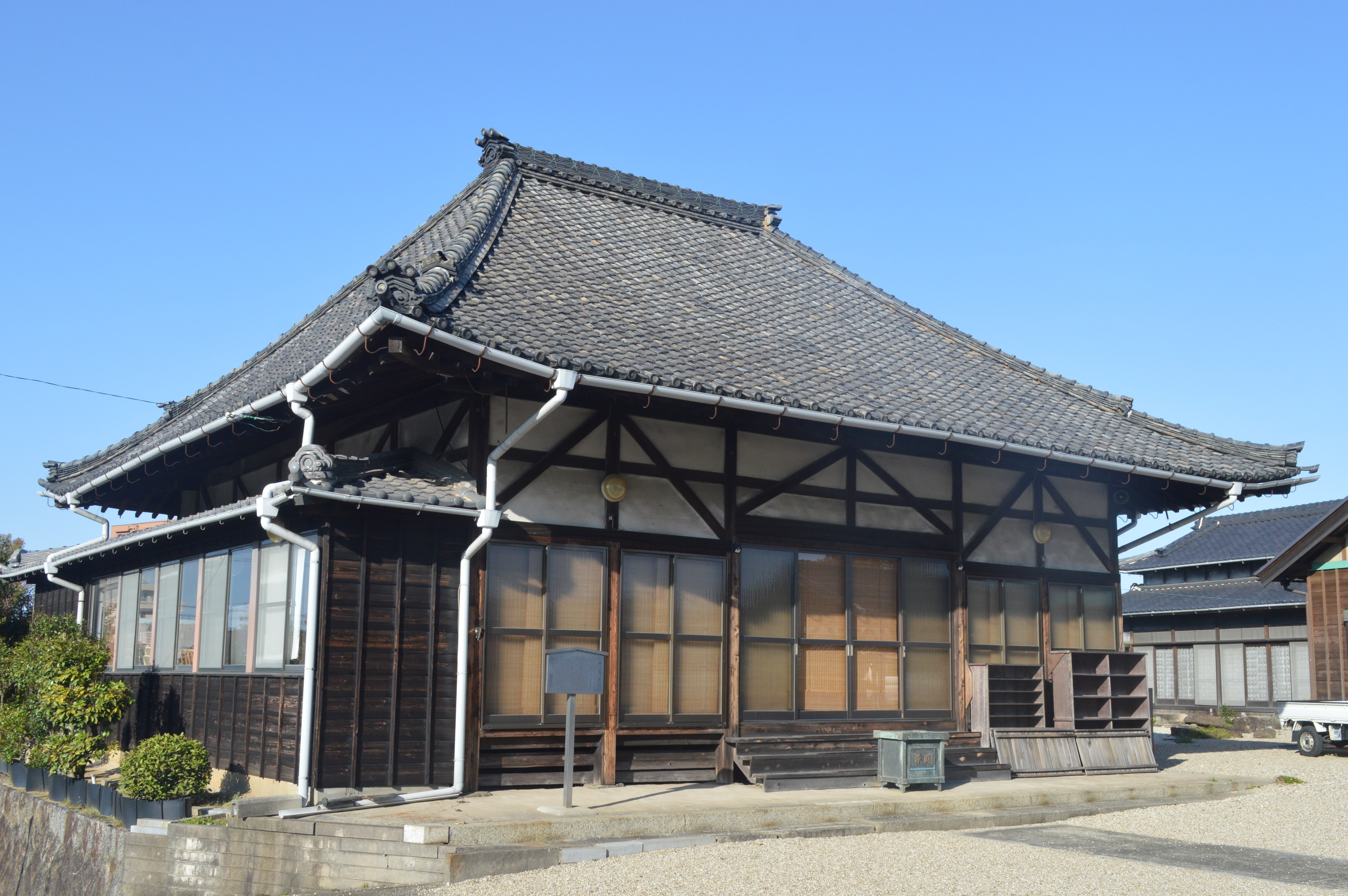
海会寺 (刈谷市)

- 専光寺 - 真宗大谷派の寺院[6]。「往生要集」や「美濃国鍛冶系図」は愛知県指定文化財[6]。
- 長遠寺 - 日蓮宗の寺院[6]。
- 海会寺 - 曹洞宗の寺院[6]。「木造聖観世音菩薩立像」は愛知県指定文化財[6]。
- 西勝寺 - 真宗大谷派の寺院[6]。
- 実相寺 - 浄土宗の寺院[6]。
- 元町遊園 - 遊園。2001年（平成13年）開設[14]。438平方メートル[14]。

## その他

### 日本郵便
- 郵便番号 : 448-0825[4]（集配局：刈谷郵便局[15]）。